# Leľa
Leľa est une commune du district de Nové Zámky, dans la région de Nitra, en Slovaquie.

## Histoire
La première mention écrite du village date de 1262.
La localité fut annexée par la Hongrie après le premier arbitrage de Vienne le 2 novembre 1938. En 1938, on comptait 575 habitants dont 1 d'origines juives. Elle faisait partie du district de Szob (hongrois : Szobi járás). Le nom de la localité avant la Seconde Guerre mondiale était Leléd. Durant la période 1938 - 1945, le nom hongrois Leléd était d'usage. À la libération, la commune a été réintégrée dans la Tchécoslovaquie reconstituée.

## Démographie

### Évolution de la population
| Année:               | 1994. | 2004.   | 2014.    | 2024.   |
| -------------------- | ----- | ------- | -------- | ------- |
| Nombre de personnes: | 376   | 400     | 323      | 318     |
| Différence:          |       | +6,38 % | -19,25 % | -1,54 % |

| Année:               | 2023. | 2024.   |
| -------------------- | ----- | ------- |
| Nombre de personnes: | 319   | 318     |
| Différence:          |       | -0,31 % |